# 洛厄爾 (亞利桑那州)
洛厄爾（英語：Lowell）是位於美國亞利桑那州科奇斯縣的一個非建制地區。該地的面積和人口皆未知。

## 地理
洛厄爾的座標為31°25′40″N 109°53′37″W / 31.42778°N 109.89361°W，而該地的平均海拔高度為1547米（即5047英尺）。